# 16 Korpus Zmechanizowany (ZSRR)
16 Korpus Zmechanizowany (ros. 16-й механизированный корпус) – wyższy związek taktyczny wojsk zmechanizowanych Armii Czerwonej okresu II wojny światowej.

## Formowanie i działania bojowe
Formowanie Korpusu rozpoczęto w marcu 1941 roku w Kijowskim Specjalnym Okręgu Wojskowym. Sztab Korpusu rozlokowany był w Kamieńcu Podolskim na Ukrainie.
W chwili ataku Niemiec na ZSRR korpus znajdował się w składzie 12 Armii Frontu Południowo-Zachodniego. Pierwsze cztery dni wojny korpus praktycznie stał bezczynnie na granicy z Węgrami. Następnie został przekazany do Frontu Południowego. Następnie dyrektywą Kwatery Głównej z 4 lipca 1941 roku miał niezwłocznie zostać przerzucony na Front Zachodni (1941) w rejon Mozyrza na Białorusi. W trakcie przemieszczania, w dniu 8 lipca, korpus został wyładowany z transportów i rzucony do walki w rejonie Berdyczowa na Ukrainie, gdyż czołgi niemieckiej 1 Grupa Pancerna przerwały linię umocnień na starej granicy ZSRR. W walkach w rejonie Berdyczów – Koziatyń Korpus poniósł ogromne straty i jako związek pancerny praktycznie przestał istnieć. Jego resztki zostały zniszczone w kotle pod Humaniem. W trakcie walk poległ również dowódca korpusu komdiw Sokołow.

## Dowódcy
- komdiw Aleksandr Sokołow[1]

## Struktura organizacyjna
Skład 22 czerwca 1941:
- 15 Dywizja Pancerna,
- 39 Dywizja Pancerna,
- 240 Dywizja Zmotoryzowana,

### Wyposażenie
22 czerwca 1941 16 Korpus zmechanizowany liczył 26 380 żołnierzy (73% stanu etatowego) oraz miał na stanie:
- 680 czołg, w tym: 75 T-28, 360 BT i 245 T-26[3] .